# Bart Simpson
Bartoloměj JoJo „Bart“ Simpson je fiktivní postava z amerického animovaného seriálu Simpsonovi.
V českém znění jej dabuje Martin Dejdar a v původním znění mu hlas propůjčila Nancy Cartwrightová. Poprvé se objevil v televizi ve skeči Good Night v The Tracey Ullman Show 19. dubna 1987. Kreslíř Matt Groening vytvořil a navrhl Barta při čekání v hale kanceláře Jamese L. Brookse. Groening byl vyzván, aby navrhl sérii skečů podle svého komiksu Life in Hell, ale místo toho se rozhodl vytvořit novou sadu postav. Zatímco ostatní postavy byly pojmenovány podle členů Groeningovy rodiny, Bartovo jméno je anagramem anglického slova „brat“ (česky „spratek“). Poté, co se dva roky objevovala v pořadu The Tracey Ullman Show, dostala rodina Simpsonových vlastní seriál na stanici Fox, který debutoval 17. prosince 1989. Bart se objevil ve všech dílech Simpsonových kromě epizody Čtyři velké ženy a manikúra.
Ve svých deseti letech je Bart nejstarším dítětem a jediným synem Homera a Marge a bratrem Lízy a Maggie. Bartovými nejvýraznějšími a nejoblíbenějšími povahovými rysy jsou jeho rošťáctví, vzpurnost a neúcta k autoritám. Mezi charakteristické rysy této postavy patří jeho tabulové gagy v úvodní pasáži, jeho žertovné telefonáty Vočkovi a jeho hlášky, například „¡Ay, caramba!“. Bart se objevil i v dalších médiích souvisejících se Simpsonovými – včetně videoher, Simpsonových ve filmu, atrakce The Simpsons Ride, reklam a komiksů – a inspiroval celou řadu zboží.
Při castingu se Cartwrightová původně plánovala ucházet o roli Lízy, zatímco Yeardley Smithová si zkoušela roli Barta. Hlas Smithové byl považován za příliš vysoký pro chlapce, a tak roli Lízy dostala ona. Cartwrightové připadala Líza nezajímavá, a tak se raději přihlásila na konkurz na Barta, který jí připadal jako lepší role.
Během prvních dvou řad Simpsonových byl Bart průlomovou postavou seriálu a následovala „Bartmánie“, při níž se objevilo zboží s tematikou Barta Simpsona propagující jeho rebelský postoj a hrdost na nedostatečné výsledky, což způsobilo, že mnoho rodičů a pedagogů ho považovalo za špatný vzor pro děti. Kolem 3. řady se seriál začal více zaměřovat na celou rodinu, i když Bart stále zůstával výraznou postavou. Časopis Time Barta zařadil mezi 100 nejvýznamnějších lidí 20. století a v roce 1990 byl časopisem Entertainment Weekly vyhlášen „bavičem roku“. Cartwrightová získala za namluvení Barta několik ocenění, včetně ceny Primetime Emmy v roce 1992 a ceny Annie v roce 1995. V roce 2000 byla Bartovi spolu s ostatními členy jeho rodiny udělena hvězda na Hollywoodském chodníku slávy.

## Role vSimpsonových
Simpsonovi používají plovoucí časovou osu, ve které postavy nestárnou nebo stárnou jen velmi málo, a proto se předpokládá, že se seriál vždy odehrává v aktuálním roce. V několika epizodách byly události spojeny s konkrétní dobou, i když někdy byla tato časová osa v následujících epizodách popřena. V dílu Jak jsem si bral Marge (3. řada, 1991) byl uveden rok Bartova narození na začátku 80. let 20. století, v epizodě Simpsorama (26. řada, 2014) uvádí Bart jako datum narození 23. únor. Žil s rodiči v Lower East Side ve Springfieldu, dokud Simpsonovi nekoupili svůj první dům. Když se narodila Líza, Bart zpočátku žárlil na pozornost, které se jí dostávalo, ale brzy se s ní sblížil, když zjistil, že její první slovo je „Bart“. Jeho počáteční nadšení rozdrtila bezohledná učitelka a Marge se začala obávat, že s Bartem opravdu není něco v pořádku. Jednoho dne o přestávce se Bart setkal s Milhousem a začal jeho i ostatní studenty bavit různými gesty a hrubými slovy. Ředitel Skinner mu řekl: „Právě jsi začal chodit do školy a cesta, kterou si teď vybereš, může být ta, kterou se budeš ubírat po zbytek života! Co na to říkáš?“. Ve chvíli pravdy Bart odpověděl: „Sněz mi trenky.“. Epizoda Zlatá devadesátá (19. řada, 2008) popřela většinu dříve uvedeného časového rámce; například bylo odhaleno, že Homer a Marge byli na začátku 90. let bezdětní.
Mezi Bartovy záliby patří jízda na skateboardu, sledování televize (zejména show Šáši Krustyho, jejíž součástí jsou i Itchy a Scratchy), čtení komiksů (zejména Radioaktivního muže), hraní videoher a obecně dělání neplechy. Mezi jeho oblíbené filmy patří Čelisti a trilogie Hvězdných válek. Po dobu trvání seriálu navštěvuje Bart Springfieldskou základní školu a chodí do čtvrté třídy Edny Krabappelové. I když je příliš mladý na to, aby měl práci na plný úvazek, má příležitostné brigády. Pracuje jako barman ve společenském klubu Tlustého Tonyho v díle Bart vrahem (3. řada, 1991), jako asistent Šáši Krustyho v epizodě Bart na vrcholu slávy (5. řada, 1994), jako vrátný ve springfieldském burleskním domě Maison Derrière v díle Bart po setmění (8. řada, 1996) nebo krátce vlastní továrnu v díle Homerův nepřítel (8. řada, 1997).

## Postava

### Vytvoření
Matta Groeninga poprvé napadl Bart a zbytek rodiny Simpsonových v roce 1987, když čekal v hale kanceláře producenta Jamese L. Brookse. Groening byl pozván, aby navrhl sérii krátkých animovaných skečů pro pořad The Tracey Ullman Show, a měl v úmyslu představit adaptaci svého komiksu Life in Hell. Když si uvědomil, že animace Life in Hell by si vyžádala zrušení publikačních práv, rozhodl se Groening vydat jiným směrem. Narychlo načrtl svou verzi dysfunkční rodiny a postavy pojmenoval podle členů své vlastní rodiny. Pro vzpurného syna nahradil své vlastní jméno „Bart“, anagramem slova „brat“ (česky „spratek“), protože usoudil, že by bylo příliš okaté, kdyby postavu pojmenoval „Matt“. Bartova prostřední iniciála J je „poctou“ animovaným postavičkám, jako je Bullwinkle J. Moose a Rocket J. Squirrel ze seriálu The Adventures of Rocky and Bullwinkle and Friends, kteří dostali své prostřední iniciály od Jaye Warda. Podle knihy Bart Simpson's Guide to Life je Bartovo celé prostřední jméno „JoJo“.
Bart byl původně zamýšlen jako „mnohem mírnější, problémový mladík propadající existenciální úzkosti, který si povídá sám se sebou“, ale postava byla změněna na základě hlasového projevu Cartwrightové. Groening připisuje inspiraci pro Barta několika různým postavám: starší bratr Matta Groeninga Mark poskytl velkou část motivace pro Bartův postoj. Bart byl koncipován jako extrémní verze typické zlobivé dětské postavy, která v sobě spojuje všechny extrémní rysy postav jako Tom Sawyer a Huckleberry Finn. Groening popisuje Barta jako „to, co by se stalo, kdyby syn Eddieho Haskella (ze seriálu Leave It to Beaver) dostal svůj vlastní seriál“. Groening také uvedl, že ho zklamala premisa filmu Dennis – postrach okolí, a proto se nechal inspirovat k vytvoření postavy, která by skutečně byla hrozbou.
Bart debutoval se zbytkem rodiny Simpsonových 19. dubna 1987 ve skeči Good Night v The Tracey Ullman Show. V roce 1989 byly krátké skeče adaptovány do půlhodinového seriálu Simpsonovi, který vysílá společnost Fox Broadcasting Company. Bart a rodina Simpsonových zůstali hlavními postavami tohoto nového seriálu.

### Design
Celá rodina Simpsonových byla navržena tak, aby byla rozpoznatelná v siluetě. Rodina byla nakreslena hrubě, protože Groening předložil animátorům základní náčrty s tím, že je vyčistí; místo toho jen obkreslili jeho kresby. Bartův původní návrh, který se objevil v prvních skečích, měl ostnatější vlasy a hroty byly různě dlouhé. Později byl jejich počet omezen na devět hrotů, všechny stejně velké. V té době Groening kreslil především černou barvou a „nemyslel na to, že (Bart) bude nakonec nakreslen barevně“, dal mu hroty, které vypadají jako prodloužení jeho hlavy. Rysy Bartova designu postavy se obecně nepoužívají u jiných postav; například žádná jiná postava v seriálu nemá Bartův špičatý účes, ačkoli několik vedlejších postav v prvních řadách tento rys sdílelo.
Základní obdélníkový tvar Bartovy hlavy popisuje režisér Mark Kirkland jako plechovku od kávy. Homerova hlava je také obdélníková (s kopulí na vrcholu), zatímco pro Marge, Lízu a Maggie jsou použity koule. Různí animátoři mají různé metody kreslení Barta. Bývalý režisér Jeffrey Lynch začíná s obdélníkem, pak přidá oči, poté ústa, posléze hroty vlasů, ucho a nakonec zbytek těla. Matt Groening obvykle začíná očima, pak nosem a zbytkem obrysu Bartovy hlavy. Mnoho animátorů má problém nakreslit Bartovy hroty rovnoměrně; jeden z triků, který používají, je nakreslit jeden vpravo, jeden vlevo, jeden uprostřed a pak pokračovat v přidávání jednoho uprostřed prázdného místa, dokud jich není devět. Původně, kdykoli měl být Bart nakreslen z úhlu při pohledu dolů, aby byl vidět vršek jeho hlavy, chtěl Groening, aby byly hroty podél obrysu jeho hlavy a také uprostřed. Místo toho ho Wes Archer a David Silverman nakreslili tak, že uprostřed byl obrys hrotů a pak jen hladká skvrna, protože „to graficky fungovalo“. V díle Modrá a šedá se Bart (spolu s Lízou a Maggie) konečně ptá, proč jeho vlasy nemají žádný viditelný okraj, který by odděloval hlavu od vlasů.
Ve Speciálním čarodějnickém dílu 7. řady (1995) byl Bart (spolu s Homerem) poprvé počítačově animován do trojrozměrné postavy pro část dílu Homer3. Počítačovou animaci zajistila společnost Pacific Data Images. Při navrhování 3D modelu postavy animátoři nevěděli, jakým způsobem zobrazí Bartovy vlasy. Uvědomili si, že se vyrábějí vinylové panenky Barta, a jednu zakoupili, aby ji použili jako model.

### Hlas

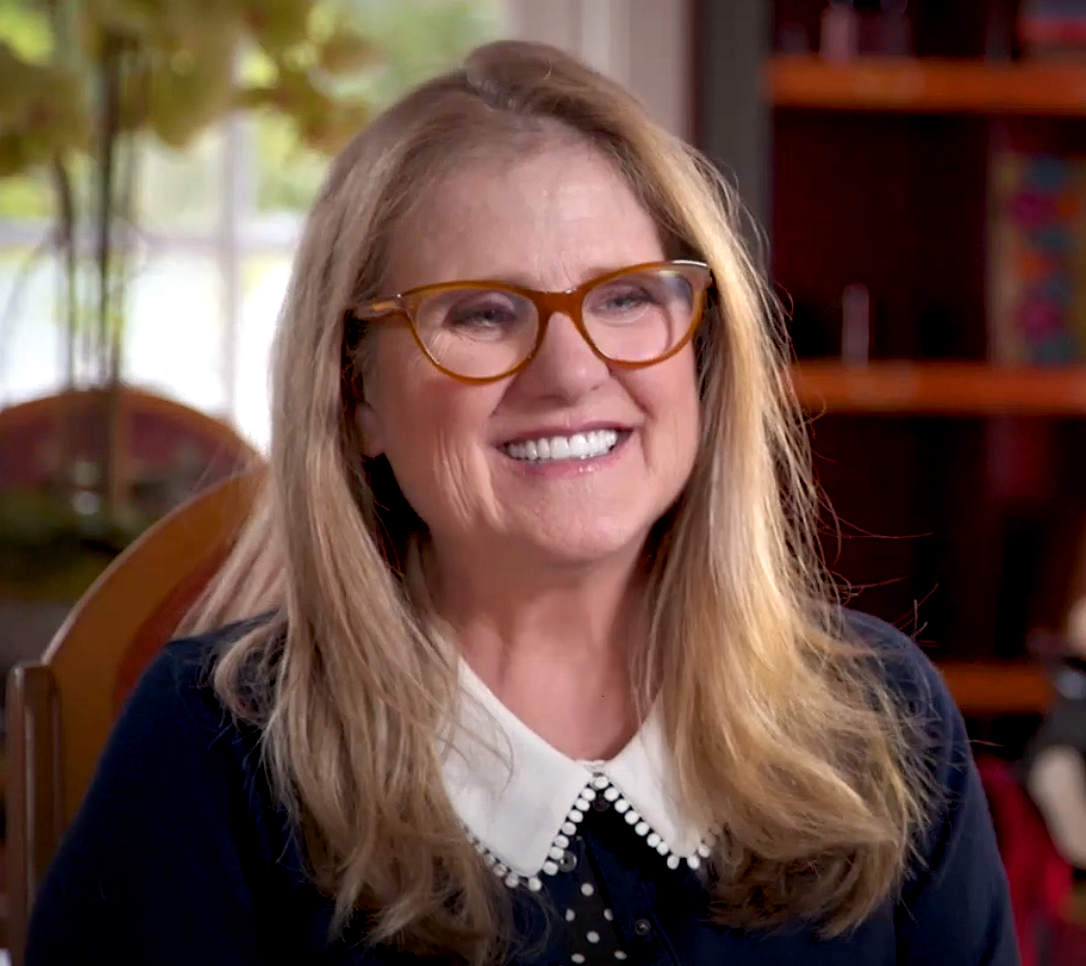
Nancy Cartwrightová, dabérka Barta Simpsona v původním znění

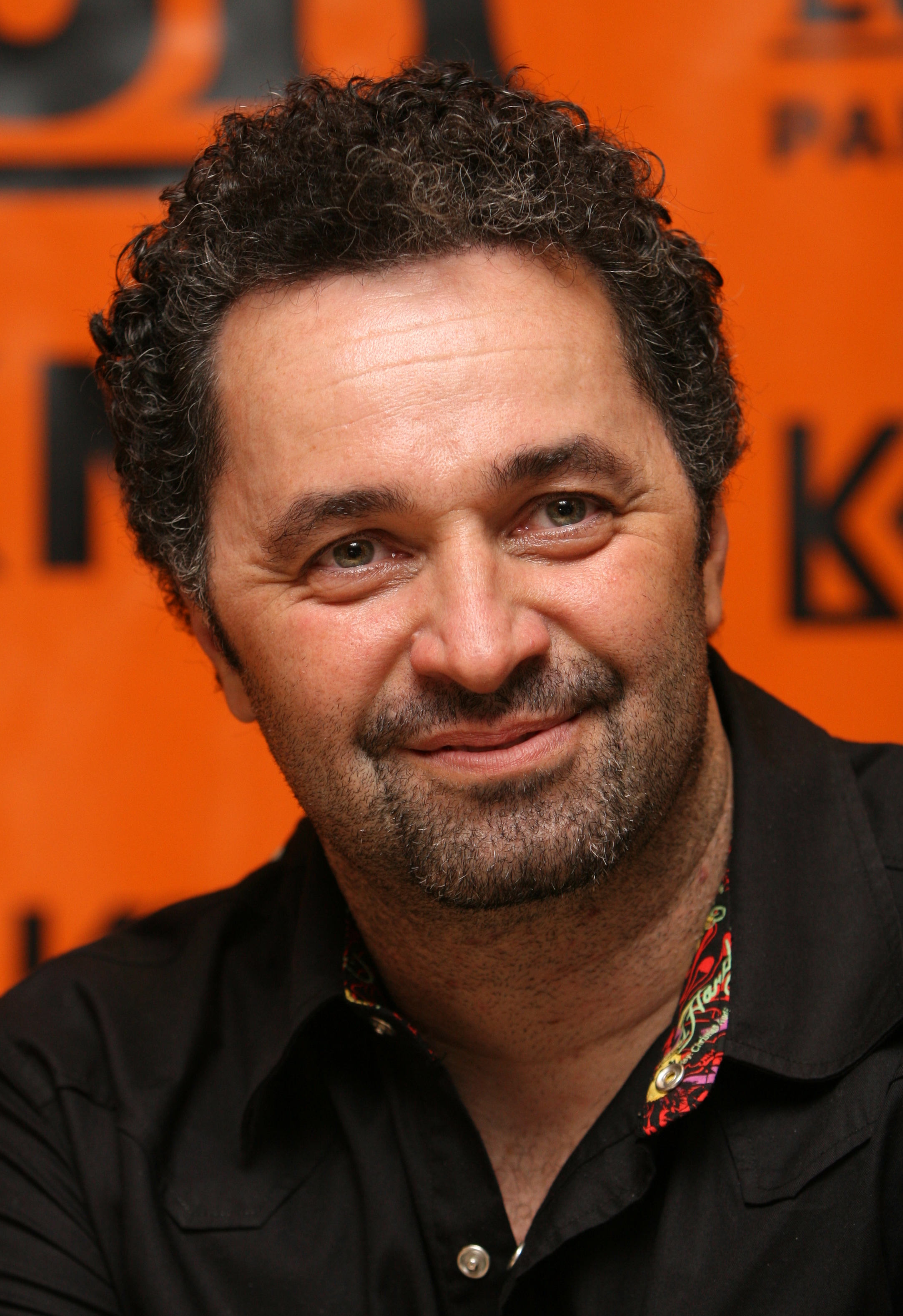
Martin Dejdar, dabér Barta Simpsona v českém znění

Bartův hlas v původním znění namlouvá Nancy Cartwrightová, která v Simpsonových dabuje několik dalších dětských postav, včetně Nelsona Muntze, Ralpha Wigguma, Todda Flanderse a Kearneyho. Zatímco role Homera a Marge byly svěřeny Danu Castellanetovi a Julii Kavnerové, protože již byli součástí obsazení The Tracey Ullman Show, producenti se rozhodli uspořádat casting na role Barta a Lízy. Yeardley Smithová byla původně požádána, aby se zúčastnila konkurzu na roli Barta, ale castingová režisérka Bonita Pietilová se domnívala, že její hlas je příliš vysoký. Smithová později vzpomínala: „Vždycky jsem zněla příliš jako holka. Přečetla jsem dvě věty jako Bart a oni řekli: ‚Díky, že jsi přišla!‘.“. Smithová místo toho dostala roli Lízy. Dne 13. března 1987 šla na konkurz na roli Lízy Nancy Cartwrightová. Po příchodu na konkurz zjistila, že Líza byla jednoduše popsána jako „prostřední dítě“ a v té době neměla příliš velkou osobnost. Cartwrightová se začala více zajímat o roli Barta, který byl popisován jako „prohnaný, nedouk, který nenávidí školu, je neuctivý a chytrý“. Matt Groening ji místo toho nechal vyzkoušet roli a poté, co si poslechl její přednes, jí na místě dal práci. Cartwrightová je jediným ze šesti hlavních členů obsazení Simpsonových, který byl před prací na seriálu profesionálně vyškolen v dabingu.
Normální mluvený hlas Cartwrightové prý „nemá žádné zjevné stopy po Bartovi“. Hlas přišel Cartwrightové přirozeně; před The Tracey Ullman Show používala jeho prvky v pořadech jako Můj malý Pony: Přátelství je magické, Snorks a Pound Puppies. Cartwrightová popisuje Bartův hlas jako snadný na předvedení a říká: „Některé postavy vyžadují trochu více úsilí, ovládání horních cest dýchacích, ať už je to technicky cokoli. Ale Bart se dělá snadno. Prostě do něj vklouznu bez potíží.“. Obvykle každou repliku čte pětkrát nebo šestkrát, aby měli producenti více práce. V epizodách z budoucnosti Cartwrightová stále propůjčuje Bartovi hlas. V dílu Lízina svatba (6. řada, 1995) byl Bartův hlas elektronicky ztišený.
Navzdory Bartově slávě je Cartwrightová na veřejnosti málokdy poznávána. Když ji někdo pozná a požádá ji, aby Bartův hlas přednesla před dětmi, Cartwrightová to odmítne, protože „je to vyděsí“. Během první řady Simpsonových nedovolila stanice Fox Network Cartwrightové poskytovat rozhovory, protože nechtěla zveřejnit, že Barta namluvila žena.
Až do roku 1998 dostávala Cartwrightová za každou epizodu 30 000 dolarů. Během sporu o plat v roce 1998 společnost Fox pohrozila, že nahradí šest hlavních dabérů novými herci, a zašla dokonce tak daleko, že připravovala casting nových hlasů. Spor se podařilo vyřešit a Cartwrightová dostávala 125 000 dolarů za epizodu až do roku 2004, kdy dabéři požadovali, aby dostávali 360 000 dolarů za epizodu. Spor byl vyřešen o měsíc později a plat Cartwrightové se zvýšil na 250 000 dolarů za epizodu. Po opětovném vyjednávání o platech v roce 2008 dostávali dabéři přibližně 400 000 dolarů za epizodu. O tři roky později, když společnost Fox hrozila zrušením seriálu, pokud nebudou sníženy výrobní náklady, Cartwrightová a ostatní dabéři přijali snížení platu o 30 % na něco málo přes 300 000 dolarů za epizodu.

### Charakteristické znaky
V úvodní pasáži mnoha epizod Simpsonových kamera zabírá Springfieldskou základní školu, kde Bart píše vzkaz na tabuli. Tento vzkaz, který se epizodu od epizody mění, se stal známým jako „tabulový gag“. Tyto gagy mohou zahrnovat politický humor, popkulturní odkazy a metareference. Animátoři jsou schopni tabulové gagy rychle vyrobit a v některých případech je změnili podle aktuálních událostí. Například tabulový gag pro díl Homer kacířem (4. řada, 1992) zněl: „Už nikdy nebudu nadávat na New Orleans.“. Tento gag byl napsán jako omluva městu za kontroverzní píseň v epizodě Tramvaj do stanice Marge z předchozího týdne, která město označovala za „domov pirátů, opilců a děvek“. V mnoha epizodách se tabulový gag neobjevuje, protože se používá kratší úvodní titulková pasáž, kde jsou tabulové gagy vystřiženy, aby bylo více prostoru pro vývoj příběhu a zápletky.
Jedním z prvních Bartových poznávacích znamení byly jeho žertovné telefonáty k Vočkovi, v nichž Bart zavolá Vočkovi a zeptá se ho, zdali je osoba v nějakým vtipným jménem v hospodě. Vočko se snaží tuto osobu v baru najít, ale rychle pochopí, že jde o žertovný hovor, a – přestože neví, kdo vlastně volal – Bartovi rozzlobeně vyhrožuje. Tyto telefonáty vycházely ze série žertovných hovorů známých jako nahrávky z baru Tube. Vočko byl částečně založen na majiteli Tube Baru Louisi „Redovi“ Deutschovi, jehož často vulgární reakce inspirovaly Vočkovu násilnickou stránku. Žertovné telefonáty debutovaly v epizodě Homerova odysea (1. řada, 1990), která byla odvysílána jako třetí, ale byly zařazeny do epizody Hezkej večer, první epizody seriálu, která byla vyrobena. Jak seriál postupoval, bylo pro scenáristy stále obtížnější vymýšlet falešná jména a psát Vočkovy rozzlobené odpovědi, a tak byly vtípky jako pravidelný vtip ve čtvrté sérii vypuštěny, ale občas se v seriálu znovu objevily.
Hlášku „Sněz mi trenky!“ řekla Cartwrightová v jednom z původních společných čtení scénáře a odkazovala na incident z doby, kdy byla na střední škole. Cartwrightová byla v pochodové kapele na Fairmontské střední škole a jednoho dne při vystoupení kapela skandovala „Sněz mi trenky!“ místo obvyklého „Fairmont West! Fairmont West!“. Mohla to být také pocta filmu Snídaňový klub, protože John Bender tuto větu říká řediteli Vernonovi. John Bender se stal inspirací pro další výtvor Matta Groeninga, Bendera ze seriálu Futurama. Další Bartova hláška „¡Ay, caramba!“ pochází od portugalské tanečnice flamenca a „Neměj krávu!“ je odvozena od britské fráze („Neměj koťata!“); obě hlášky se objevily na tričkách vyrobených během natáčení prvních řad Simpsonových. „Cowabunga“ se také běžně spojuje s Bartem, ačkoli se v seriálu používala hlavně poté, co byla použita jako slogan na tričkách. Reiss také uvedl, že scenáristé tuto frázi převzali od náčelníka Thunderthuda ze seriálu The Howdy Doody Show. Použití humoru založeného na hláškách bylo zesměšněno v epizodě Bart na vrcholu slávy (5. řada, 1994), v níž Bart získá populární roli v pořadu klauna Krustyho za to, že pronese větu: „Já to neudělal.“. Scenáristé zvolili větu „Já to neudělal.“, protože chtěli „mizernou“ frázi, „aby poukázali na to, jak se opravdu mizerné věci mohou stát opravdu populárními“.
Bart se v seriálu běžně objevuje nahý, i když jsou vidět pouze jeho hýždě. V Simpsonových ve filmu (2007) se Bart objevuje v části, kde jezdí na skateboardu zcela nahý; jeho genitálie zakrývá několik různých předmětů, ale na krátký okamžik je vidět jeho penis. Tato scéna byla jednou z prvních, na kterých se pro film pracovalo, ale producenti byli z této pasáže nervózní, protože si mysleli, že by to filmu vyneslo rating R. Přesto byl film Americkou filmovou asociací ohodnocen ratingem PG-13 za „neuctivý humor v celém filmu“. Scénu později zařadil časopis Entertainment Weekly na seznam 30 nezapomenutelných nahých scén.

### Osobnost
Bartovy povahové rysy, jako je vzpurnost a neúcta k autoritám, byly přirovnávány k americkým otcům zakladatelům a byl popisován jako aktualizovaná verze Toma Sawyera a Huckleberryho Finna v jednom. Chris Turner ve své knize Planet Simpson popisuje Barta jako nihilistu, což je filozofický postoj, který tvrdí, že existence nemá objektivní smysl, účel ani vnitřní hodnotu.
Bartův rebelský postoj z něj udělal rušivého žáka na Springfieldské základní škole, kde má špatné výsledky a je na to pyšný. Neustále je ve sporu se svou učitelkou paní Krabappelovou, ředitelem Skinnerem a občas i školníkem Williem. Bartovi se ve škole nedaří a je si toho dobře vědom. Při jedné příležitosti Líza úspěšně dokáže, že Bart je hloupější než křeček, i když ji Bart nakonec přechytračí. Bartovy myšlenky jsou často nelogické; jednou si myslel, že kdyby zemřel a převtělil se do motýla, dokázal by zapálit školu, aniž by ho někdo podezříval, protože si myslel, že by jako motýl dokázal udržet kanystr s plynem. Také se domníval, že když napíše své jméno do mokrého cementu, lidé, kteří ho uvidí po zaschnutí, se budou divit, jak se mu podařilo napsat své jméno do pevného cementu. V díle Lízina vzpoura (3. řada, 1992) se Bart stává hlídačem na chodbě a jeho známky se zlepšují, což naznačuje, že má problémy hlavně proto, že nedává pozor, a ne proto, že je hloupý. Tato myšlenka je posílena v díle Bartovo napravení (11. řada, 1999), v němž se ukazuje, že Bart trpí poruchou pozornosti. Jeho nedostatek chytrosti lze také přičíst dědičnému „Simpsonovskému genu“, který ovlivňuje inteligenci většiny mužských členů rodiny Simpsonových. Přestože se Bart dostává do nekonečných problémů a dokáže být sadistický, povrchní a sobecký, vykazuje také mnoho vlastností vysoké integrity. Při několika příležitostech pomohl řediteli Skinnerovi a paní Krabappelové. V díle Skinner – sladký nepřítel (5. řada, 1994) Bart omylem nechal Skinnera vyhodit a spřátelil se s ním mimo školní prostředí. Bartovi se stýskalo, že má Skinnera jako protivníka, a nechal ho znovu zaměstnat, i když věděl, že to bude znamenat, že ti dva už nemohou být přátelé.
Kvůli Bartově zlomyslnosti a Homerovu často bezohlednému a nekompetentnímu chování mají ti dva bouřlivý, vyčerpaný, násilnický a někdy až sadistický vztah. Bart Homera pravidelně oslovuje jeho jménem místo „tati“, zatímco Homer o něm na oplátku často mluví jako o „klukovi“. Homer je vznětlivý, a když ho Bart rozzuří, z popudu ho škrtí karikaturním násilnickým způsobem. Jednou z původních myšlenek seriálu bylo, že Homer bude vůči Bartovi „velmi vzteklý“ a despotický, ale tyto vlastnosti byly poněkud zmírněny, jak byly jejich postavy prozkoumávány. Marge je mnohem starostlivější, chápavější a výchovnější rodič než Homer, ale také o Bartovi mluví jako o „hrstce“ a často se stydí za jeho výstřelky. V díle Nemáš se čím chlubit, Marge (7. řada, 1995) měla pocit, že se o Barta stará příliš mateřsky, a začala se k němu chovat odtažitěji poté, co byl přistižen při krádeži v obchodě. Na začátku epizody Bart protestoval proti její přílišné mateřské péči, ale když se její postoj změnil, cítil se špatně a vynahradil jí to. Navzdory svému postoji je Bart někdy ochoten zažít ponížení, pokud to znamená potěšit svou matku. Marge vyjádřila pochopení pro svého „zvláštního človíčka“ a při mnoha příležitostech se ho zastala. Jednou řekla: „Vím, že Bart umí být divoký, ale také vím, jaký je uvnitř. Má v sobě jiskru. Není to nic špatného. (…) Ale nutí ho to dělat špatné věci.“.
Bart sourozenecky soupeří se svou mladší sestrou Lízou, ale s nejmladší sestrou Maggie má kvůli jejímu kojeneckému věku kamarádský vztah. Ačkoli Bart Líze často ubližuje, a dokonce s ní fyzicky bojuje, jsou si často velmi blízcí. Bartovi na Líze velmi záleží a vždy se jí omlouvá, že zašel příliš daleko. Lízu také považuje za svou nadřízenou, pokud jde o řešení problémů, a často si k ní chodí pro radu. Bart Lízu také velmi chrání: když jí v díle Bart generálem aneb Kdopak by se Nelsona bál (1. řada, 1990) šikanující osoba zničí krabici s dortíky, Bart se jí okamžitě zastane.
Bart je vykreslen jako oblíbený pohodář a ve škole má mnoho přátel. Ze všech je jeho nejlepším přítelem Milhouse Van Houten, i když Bart občas projevuje rozpaky nad jejich přátelstvím. Bart má na Milhouse špatný vliv a oba se spolu zapletli do mnoha rošťáren. Kvůli tomuto chování Milhouseova matka zakáže Milhousovi hrát si s Bartem v díle Homerova definice (3. řada, 1991). Zatímco zpočátku se tvářil, že je mu to jedno, Bart si nakonec uvědomí, že Milhouse potřebuje, a Marge se podaří paní Van Houtenovou přesvědčit, aby si to rozmyslela. Milhouse je častým terčem místních rváčů Nelsona Muntze a jeho přátel Jimba, Dolpha a Kearneyho. Bart se občas také ocitne v rukou jejich týrání. Přestože je Bart společensky silnější z obou, jeho společenská popularita dočasně opadá v různých epizodách buď kvůli extrémním rozpakům způsobeným jeho rodinou nebo jinými lidmi (či dokonce jím samotným), nebo nešťastnou náhodou. Zatímco Bart a šikanující jsou občas protivníci, přičemž Bart jednou vyhlásil válku Nelsonovi, školní šikanující mají Barta ve skutečnosti rádi pro jeho způsoby a občas se s ním stýkají, zejména Nelson, který se s ním nakonec spřátelí.
Bart je jedním z největších fanoušků dětského televizního moderátora Šáši Krustyho. Jednou prohlásil: „Celý svůj život jsem založil na Krustyho učení.“ a spí v pokoji plném Krustyho zboží. Mnohokrát klaunovi pomohl, například překazil pokus Leváka Boba obvinit Krustyho z ozbrojené loupeže v seriálu Je Šáša vinen? (1. řada, 1990), znovu spojil Krustyho s jeho odcizeným otcem v dílu Jaký otec, takový klaun a pomohl Krustymu vrátit se do vysílání speciálním comebackem a znovu nastartovat jeho kariéru v dílu Šáša Krusty je zrušen – Šáša Krusty má padáka. Krusty ze své strany zůstal o Bartově pomoci převážně nevědomý a chová se k němu s nezájmem. Jednoho léta se Bart nadšeně zúčastnil Krustyho kempu, který se však ukázal být katastrofou, protože Krustyho nikde nebylo vidět. Bart si udržuje naději tím, že věří, že se Krusty objeví, ale brzy se nechá vyvést z míry a nakonec se rozhodne, že už má dost Krustyho nekvalitního zboží, a tábor převezme. Krusty okamžitě navštíví tábor v naději, že konflikt ukončí, a podaří se mu Barta uklidnit. Jednou z původních myšlenek seriálu bylo, že Bart uctívá televizního klauna, ale nemá úctu ke svému otci, ačkoli to nikdy nebylo přímo prozkoumáno. Kvůli tomuto původnímu plánu je Krustyho předloha v podstatě Homer v klaunském make-upu. Když Bart zmařil plány Leváka Boba v díle Je Šáša vinen?, vyvolalo to mezi nimi dlouholetý spor. Scenáristé se rozhodli, že se Bob bude opakovaně vracet, aby se Bartovi pomstil. Převzali myšlenku seriálu Kojot Wilda a pták Uličník a vykreslili Boba jako inteligentního člověka posedlého touhou chytit spratka. Bob v epizodách obvykle spřádá různé ďábelské plány, které často souvisejí s pomstou Bartovi (a někdy zprostředkovaně i celé rodině Simpsonových), ale nakonec jsou jeho plány vždy zmařeny.

## Přijetí a kulturní vliv

### Bartmánie
V roce 1990 se Bart rychle stal jednou z nejoblíbenějších postav v televizi, což bylo označeno jako „Bartmánie“. Stal se nejrozšířenější postavou Simpsonových na pamětních předmětech, jako jsou trička. Na začátku 90. let se prodaly miliony triček s Bartem, někdy se jich prodalo až milion za den. V přesvědčení, že Bart je špatným vzorem, zakázalo několik amerických veřejných škol některá trička s Bartem. Zboží se Simpsonovými se dobře prodávalo a během prvních 14 měsíců prodeje vyneslo tržby 2 miliardy dolarů. Úspěch zboží s Bartem Simpsonem inspiroval celou řadu padělků na černém trhu, zejména triček. Na některých z nich Bart hlásal různá hesla, na jiných byly vyobrazeny předělávky postavy. Matt Groening obecně proti pašovanému zboží nic nenamítal, ale ohradil se proti sérii triček „Nazi Bart“, která zobrazovala Barta v nacistické uniformě nebo jako skinheada. Společnost 20th Century Fox zažalovala tvůrce těchto triček, který nakonec souhlasil, že je přestane vyrábět.
Bart se stal natolik spjatým s Foxem, že při nabídce na vysílání profesionálního fotbalu v roce 1993 musela stanice ujistit NFL a novináře, že tato postava nebude oznamovat zápasy. Kvůli úspěchu pořadu se v létě 1990 Fox rozhodl změnit vysílací čas Simpsonových tak, že se přesunul z 20.00 v neděli večer do stejného času ve čtvrtek, kde by konkuroval pořadu The Cosby Show na NBC, který byl v té době pořadem číslo jedna. Během léta několik zpravodajských serverů zveřejnilo články o údajné rivalitě „Bill vs. Bart“. Dne 31. srpna 1990 se ve vydání Entertainment Weekly objevil obrázek Billa Cosbyho v tričku s Bartem Simpsonem. Bart propadá (2. řada, 1990) byl první epizodou vysílanou proti The Cosby Show a získal podle agentury Nielsen nižší rating, když se umístil na osmém místě za The Cosby Show, která měla rating 18,5. Hodnocení vychází z počtu televizorů v domácnostech, které pořad naladily, ale společnost Nielsen Media Research odhadla, že epizodu sledovalo 33,6 milionu diváků, což z ní v tom týdnu dělalo první místo z hlediska skutečné sledovanosti. V té době se jednalo o nejsledovanější epizodu v historii stanice Fox Network a zároveň jde o nejsledovanější epizodou v historii Simpsonových. Díky své popularitě byl Bart často nejvíce propagovaným členem rodiny Simpsonových v reklamách na seriál, a to i v epizodách, ve kterých nebyl zapojen do hlavního děje.
Bart byl popisován jako „televizní král roku 1990“, „nejzářivější nová televizní hvězda“ a „nezničitelný šlágr“. Entertainment Weekly označil Barta za „baviče roku“ 1990 a napsal, že „Bart se osvědčil jako rebel, který je zároveň hodným klukem, postrach, který se nechá snadno zastrašit, a vločka, která nás i sebe udivuje vážnými projevy statečnosti. Ve volbách do Kongresu, do senátu a guvernéra Spojených států v roce 1990 byl Bart jedním z nejoblíbenějších kandidátů a v mnoha oblastech byl mezi fiktivními postavičkami na druhém místě hned za Mickeym Mousem. V Macy's Thanksgiving Day Parade v roce 1990 Bart debutoval jako jeden z obřích balónků naplněných heliem, kterými je průvod známý. Od té doby se balón s Bartem Simpsonem objevuje na každé přehlídce. Na tuto skutečnost se odkazuje seriál Simpsonovi v epizodě Bart kazisvět, která se vysílala ve stejný den jako přehlídka, kde Homer říká Bartovi: „Když začneš vytvářet balón pro každou kreslenou postavičku, která se blýskne, uděláš z přehlídky frašku!“. Mezitím se za ním a bez jeho vědomí v televizi na chvíli objeví balón Barta Simpsona.
Album The Simpsons Sing the Blues vyšlo v září 1990 a bylo úspěšné, umístilo se na 3. místě v žebříčku Billboard 200 a získalo 2× platinový certifikát od Recording Industry Association of America. Prvním singlem z alba byla popová rapová píseň „Do the Bartman“ v podání Nancy Cartwrightové, jež vyšla 20. listopadu 1990. Píseň napsal Bryan Loren, přítel Michaela Jacksona. Jackson byl fanouškem seriálu Simpsonovi, zejména Barta, a jedné noci zavolal producentům s nabídkou, že napíše Bartovi singl číslo jedna a bude v seriálu hostovat. Jackson nakonec hostoval v epizodě Šílený Homer (3. řada, 1991) pod pseudonymem John Jay Smith. Zatímco píseň nebyla nikdy oficiálně vydána jako singl ve Spojených státech, ve Spojeném království byla úspěšná. V roce 1991 byla ve Velké Británii po tři týdny od 16. února do 9. března na prvním místě a stala se sedmou nejprodávanější písní roku. 1. února 1991 se jí prodalo půl milionu kopií a britský fonografický průmysl jí udělil zlatý certifikát.

### Bart jako vzor
Bartova vzpurná povaha, která často vedla k tomu, že za své nevhodné chování nebyl potrestán, vedla některé rodiče a konzervativce k tomu, že ho označili za špatný vzor pro děti. Robert Bianco z deníku Pittsburgh Post-Gazette napsal, že Bart „přechytračí své rodiče a přechytračí své učitele; zkrátka je to dítě, kterým bychom si přáli být a kterým by se neměly stát naše děti“. Ve školách pedagogové tvrdili, že Bart je „hrozbou pro výuku“ kvůli svému postoji „nedouka a hrdého na to“ a negativnímu postoji ke vzdělání. Jiní ho popisovali jako „egoistického, agresivního a zlomyslného“. James L. Brooks v reakci na kritiku řekl: „Jsem velmi opatrný v televizi, kde má být každý vzorem, v reálném životě na tolik vzorů nenarazíte. Proč by jich měla být plná televize?“.
V roce 1990 William Bennett, jenž byl v té době protidrogovým carem Spojených států, navštívil centrum pro léčbu drogových závislostí v Pittsburghu a poté, co si všiml plakátu s Bartem, poznamenal: „Vy se nedíváte na Simpsonovy, že ne? To vám nijak nepomůže.“. Když se kvůli této poznámce strhla vlna odporu, Bennett se omluvil a prohlásil, že „si dělal legraci“, a řekl: „Sednu si k té malé bodlinaté hlavě. Urovnáme to.“. V rozhovoru z roku 1991 Bill Cosby označil Barta za špatný vzor pro děti a nazval ho „naštvaným, zmateným, frustrovaným“. Matt Groening na to reagoval slovy: „To Barta vystihuje naprosto přesně. Většina lidí se snaží být normální. On si myslí, že normální je velmi nudné, a dělá věci, které by si ostatní jen přáli, aby se odvážili dělat.“. 27. ledna 1992 tehdejší prezident George Bush řekl: „Budeme se i nadále snažit posílit americkou rodinu, aby se americké rodiny mnohem více podobaly Waltonovým a mnohem méně Simpsonovým.“. Scenáristé přispěchali s jazykolamnou odpovědí v podobě krátké pasáže, která se vysílala o tři dny později před reprízou Šíleného Homera, v níž Bart odpověděl: „Hej, my jsme jako Waltonovi. Taky se modlíme za konec krize.“.
Ačkoli se objevilo mnoho kritiků postavy, z několika stran přišly příznivé komentáře. Autorka sloupků Erma Bombecková napsala: „Děti potřebují vědět, že někde na světě je současník, který dokáže všechno, o čem mohou jen fantazírovat, někdo, kdo to může rodičům jednou za čas natřít, a přesto mu bude dovoleno žít.“. V roce 2003 se Bart umístil na prvním místě v průzkumu mezi rodiči ve Velké Británii, kteří byli dotázáni, „která vymyšlená postava má největší vliv“ na děti do 12 let.

### Vyznamenání

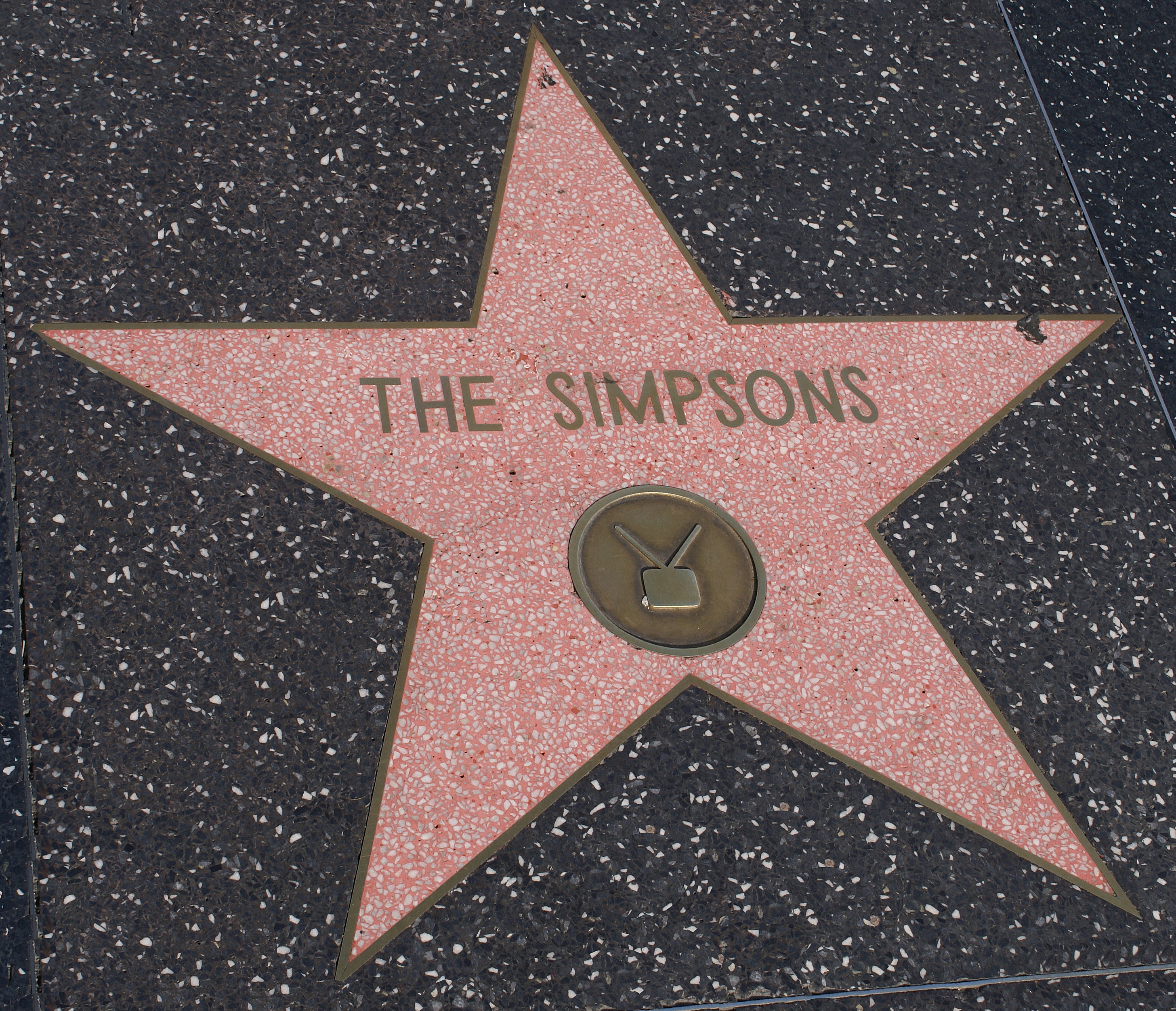
V roce 2000 získal Bart spolu s ostatními členy rodiny Simpsonových hvězdu na Hollywoodském chodníku slávy

V roce 1998 časopis Time zařadil Barta mezi 100 nejvýznamnějších osobností 20. století. Byl jedinou fiktivní postavou, která se do seznamu dostala. Předtím se objevil na obálce vydání z 31. prosince 1990. V roce 1996 se také umístil na 48. místě v žebříčku 50 největších televizních hvězd všech dob časopisu TV Guide a v roce 2002 se on i Líza umístili na 11. místě v žebříčku 50 největších kreslených postav všech dob časopisu TV Guide. V roce 2022 autoři časopisu Paste prohlásili, že Bart je 26. nejlepší kreslenou postavičkou všech dob.
Na 44. ročníku udílení cen Primetime Emmy v roce 1992 získala Cartwrightová cenu Primetime Emmy za vynikající hlasový výkon za namluvení Barta v epizodě 3. řady Lízina vzpoura. O cenu se podělila s pěti dalšími dabéry ze seriálu Simpsonovi. Různé epizody, v nichž Bart výrazně vystupuje, byly nominovány na cenu Emmy za vynikající animovaný pořad, včetně dílů Rádio Bart v roce 1992, Futu-drama v roce 2005, Parťáci v roce 2006 a Homerova fobie, která tuto cenu získala v roce 1997. V roce 1995 získala Cartwrightová za ztvárnění Barta v jedné z epizod cenu Annie za hlasové herectví v oblasti animace. V roce 2000 byla Bartovi a zbytku rodiny Simpsonových udělena hvězda na Hollywoodském chodníku slávy, který se nachází na adrese 7021 Hollywood Boulevard.
V roce 2014 se Bart Simpson stal druhým maskotem ruského fotbalového klubu FC Zenit Petrohrad a na zádech nosí číslo 87 (odkazující na debut postavy v roce 1987; prvním maskotem klubu je lev s modrou hřívou).

### Další výskyty
Vedle triček se Bart objevuje na různých dalších předmětech souvisejících se Simpsonovými, včetně osvěžovačů vzduchu, baseballových čepic, samolepek na nárazníky, kartonových stojánků, magnetů na ledničku, přívěsků na klíče, knoflíků, plakátů či figurek. V roce 2004 vyšla Bartova kniha o Bartově osobnosti a jeho vlastnostech. Mezi další knihy patří Bart Simpson's Guide to Life. The Simpsons and Philosophy: The D'oh! of Homer, která není oficiální publikací, obsahuje kapitolu analyzující Bartův charakter a přirovnávající ho k „nietzscheovskému ideálu“.
Bart se objevil i v dalších médiích týkajících se Simpsonových, například se vyskytuje ve všech videohrách Simpsonových. Vedle televizního seriálu se Bart pravidelně objevuje v číslech Simpsons Comics, které vycházely v letech 1993–2018, a má také svou vlastní sérii s názvem Bart Simpson Comics. Bart hraje také roli v atrakci The Simpsons Ride, která byla spuštěna v roce 2008 v Universal Studios Florida a Hollywood. Bart se objevuje jako hratelná postava ve videohře Lego Dimensions toys-to-life, která byla vydána v balení s příslušenstvím Gravity Sprinter v listopadu 2015.
Bart a další postavy ze seriálu Simpsonovi se v letech 1990–2001 objevili v mnoha televizních reklamách na tyčinky Butterfinger od společnosti Nestlé se sloganem „Na můj Butterfinger ať nikdo raději nesahá!“. Matt Groening později řekl, že reklamní kampaň na Butterfinger byla velkým důvodem, proč se společnost Fox rozhodla vzít půlhodinový pořad do vysílání. Kampaň byla k velkému zklamání Cartwrightové v roce 2001 ukončena. Bart se také objevil v reklamách pro Burger King a Ramada Inn. V roce 2001 uvedla společnost Kellogg's na trh značku cereálií s názvem „Bart Simpson Peanut Butter Chocolate Crunch“, která byla k dostání po omezenou dobu. Před vysíláním půlhodinového seriálu Matt Groening navrhl Barta jako mluvčího společnosti Jell-O. V roce 2001 se Bart objevil v reklamní kampani, která se vysílala v televizi. Chtěl, aby Bart zazpíval „J-E-L-L-O“ a pak vyhrkl písmeno O. Domníval se, že to děti zkusí udělat druhý den, ale byl odmítnut.
Dne 9. dubna 2009 představila Poštovní služba Spojených států sérii pěti známek v hodnotě 44 centů, na kterých je Bart a další čtyři členové rodiny Simpsonových. Jsou to první postavy, kromě postaviček ze Sezamové ulice, které získaly toto ocenění ještě v době, kdy se seriál natáčí. Známky, jejichž autorem je Matt Groening, byly dány do prodeje 7. května 2009.